# Joaquim da Costa Cascais
Joaquim da Costa Cascais CvA (Aveiro, 29 de Outubro de 1815 – Lisboa, 7 de Março de 1898) foi um militar, poeta e dramaturgo português. A sua carreira militar foi iniciada quando tinha cerca de dezasseis anos de idade, tendo chegado ao posto de general de divisão em 1876. No Colégio Militar, onde tinha sido estudante, foi professor de topografia militar, desenho e arquitectura. Foi por sua iniciativa que no Buçaco, zona em Foz de Arouce (Lousã) foi erigido um obelisco comemorativo à vitória Portuguesa sobre as tropas invasoras de Napoleão da Batalha do Buçaco (Guerra Peninsular, séc. XIX).

## Biografia
A sua carreira militar foi iniciada quando tinha cerca de dezasseis anos de idade, tendo chegado ao posto de general de divisão em 1876. No Colégio Militar, onde tinha sido estudante, foi professor de topografia militar, desenho e arquitectura.
As suas obras para teatro, tiveram inspiração nos costumes nacionais (portugueses).
Algumas das sua poesias foram publicadas juntamente com as de outros poetas da época, no jornal "O Novo Trovador" publicado em Coimbra.
Joaquim Cascais colaborou também no jornal "Diário Ilustrado", bem como nas revistas "O panorama" (1837-1868) e na "Revista universal lisbonense" (1841-1859).

## Diversos
- Em 1904-1905 foi publicada uma obra intitulada "Teatro de Joaquim da Costa Cascais", que em seis volumes, reuniu toda a dramaturgia do autor.
- Foi por iniciativa de Joaquim Cascais que no Buçaco foi erigido um obelisco comemorativo da Batalha do Buçaco (Guerra Peninsular).

## Condecorações
- Cavaleiro da Ordem Militar de Avis

## Obras
- 1841 – O Valido.
- 1843 – O Castelo de Faria.
- 1848 – O alcaide de Faro.
- 1850 – O mineiro de Cascais.
- 1858 – A pedra das carapuças.
- 1861 – A inauguração da estátua equestre.
- 1869 – A lei dos morgados.
- 1875 – A caridade.
- 1875 – O martírio dos portugueses ou o jugo dos espanhóis.
- Descrição do Edifício de Mafra e seu valor arquitectónico.